# Liebfrauenkirche, Trier
Liebfrauenkirche (tên tiếng Đức của Nhà thờ Đức Mẹ) tại Trier được bắt đầu xây dựng cùng với Nhà thờ chính tòa Magdeburg (báo cáo bắt đầu xây dựng vào năm 1209, nhưng đã hoàn thành sau Liebfrauenkirche) là những nhà thờ mang kiến trúc Gothic sớm nhất tại Đức, mang nét tiêu biểu của một nhà thờ Gothic Pháp. Bên cạnh nó là Nhà thờ chính tòa Trier cùng nhau tạo thành một phần của Di sản thế giới Các tượng đài La Mã, Nhà thờ Thánh Peter và Nhà thờ Giáo hội Đức Mẹ tại Trier được UNESCO công nhận vào năm 1986.

## Lịch sử
Một nhà thờ hai mặt La Mã ban đầu được xây dựng tại đây.